# Umar Israiłow
Umar Israiłow (ur. 1982, zm. 13 stycznia 2009) – ochroniarz prorosyjskiego prezydenta Czeczenii Ramzana Kadyrowa, który później stał się krytykiem reżimu za granicą i został zamordowany w biały dzień na ulicy w Wiedniu. Zabójstwo to obiło się głośnym echem na świecie.

## Życiorys
Umar Israiłow był najpierw od 1999 roku bojownikiem antyrosyjskiego ruchu oporu po tym jako jego matka zginęła w ataku artyleryjskim na wioskę w której mieszkał, lecz po schwytaniu w 2003 roku i objęciu amnestią został członkiem Służby Bezpieczeństwa – ochrony osobistej Achmada Kadyrowa (oraz jego syna Ramzana), a następnie dowódcą lokalnego oddziału Milicji (policji prorosyjskiej). W 2004 roku jednak zdezerterował i przedostał się przez Białoruś do Polski. Ostatecznie trafił do Austrii, gdzie w 2006 roku uzyskał azyl polityczny. Władze rosyjskie odpowiedziały wydaniem międzynarodowego nakazu aresztowania, bezskutecznie żądając ekstradycji Israiłowa jako "członka organizacji terrorystycznej". W latach 2006–2007 Israiłow złożył skargę przeciwko Ramzanowi Kadyrowowi do Europejskiego Trybunału Praw Człowieka (nie została ona rozpatrzona do chwili jego śmierci). Zarzucił on w niej prezydentowi Czeczenii i jego najbliższemu otoczeniu m.in. morderstwa których miał był świadkiem, systematyczne porwania rodzin czeczeńskich bojowników przez SB oraz bezpośredni udział Kadyrowa w torturowaniu więźniów (w tym jego samego), a po ucieczce Israiłowa z Rosji na Zachód także uwięzienie jego ojca.

## Śmierć
13 stycznia 2009 r. Umar Israiłow został zastrzelony przez dwóch mężczyzn po krótkim pościgu na zatłoczonej ulicy w Wiedniu. Wcześniej Israiłow zgłaszał władzom, że jest śledzony i bezskutecznie próbował uzyskać ochronę ze strony policji austriackiej. Wysłannik Kadyrowa (Artur Kurmakajew "Timur") usiłował też bezskutecznie nakłonić go do wycofania skargi z ETPC i powrotu do Czeczenii, natomiast nazwisko Israiłowa znalazło się na internetowej "czarnej liście" 300 wrogów prezydenta przeznaczonych do likwidacji (50 z nich miało się znajdować w Austrii). Israiłow pochowany został w Austrii, a jego pogrzeb ochraniało 100 austriackich policjantów i policyjny helikopter. Sześć osób podejrzanych w związku z morderstwem zatrzymano wkrótce w Austrii.

### Polski ślad
22 lutego 2009 r. podejrzany o udział w zamachu na Israiłowa 31-letni obywatel rosyjski narodowości czeczeńskiej Turpał Ali J. (poszukiwany Europejskim nakazem aresztowania przez policję austriacką) został aresztowany w jednym z podwarszawskich hoteli przez policjantów z CBŚ i Biura Operacji Antyterrorystycznych w największej operacji tego typu od początku roku. Według austriackiego MSW zatrzymany nie był jednak bezpośrednim wykonawcą (co sugerowały doniesienia polskich mediów), ale podejrzewany jest o współudział w zbrodni. Austriacki rzecznik skrytykował przy tym upublicznienie zatrzymania przez stronę polską, co mogło utrudnić wytropienie innych sprawców zabójstwa.